# Psammogorgia fucosa
Psammogorgia fucosa is een zachte koraalsoort uit de familie Plexauridae. De koraalsoort komt uit het geslacht Psammogorgia. Psammogorgia fucosa werd in 1846 voor het eerst wetenschappelijk beschreven door Valenciennes. 